# Isabelle Guérin
Pour les articles homonymes, voir Guérin.
Isabelle Guérin, née le 6 mai 1961 à Rosny-sous-Bois, est une danseuse étoile du Ballet de l'Opéra national de Paris. Retraitée depuis mai 2001, elle revient y danser en tant qu'« artiste invitée ».

## Biographie

### Premières années
Isabelle Guérin grandit à Rambouillet, où elle fréquente le cours de danse de Monique Le Dily, à l'Académie de danse classique de Rambouillet. Par la suite élève dans la classe de Christiane Vaussard, elle obtient en juin 1977 un Premier prix du Conservatoire de Paris. Isabelle Guérin entre la même année à l'École de danse de l'Opéra de Paris en 1977. Elle est âgée de 17 ans lorsqu'elle est engagée, en 1978, dans le corps de ballet de l'Opéra de Paris. La même année elle est promue quadrille. Le chorégraphe Kenneth MacMillan la choisit pour incarner le Printemps de ses Quatre Saisons.
Guérin est nommée coryphée en 1979 puis sujet en 1981. Dès 1982 Rosella Hightower en fera la fée Carabosse de sa Belle au bois dormant. L'année suivante, Rudolf Noureev lui confie le rôle de Kitri du ballet Don Quichotte.
En 1984, médaille d'argent au Concours international de danse de Paris, elle accède au titre de première danseuse lors du Concours du Ballet. Cette année, elle danse La Bayadère, acte III, Le Lac des cygnes dans la version de Noureev, Les Mirages (Serge Lifar), la Myrtha de Giselle, Le Chant de la Terre (Kenneth MacMillan), Napoli (Auguste Bournonville, 1842).
Le 2 novembre 1985, Isabelle Guérin est nommée danseuse étoile par Rudolf Noureev en même temps que Laurent Hilaire à l'issue de la représentation du Lac des cygnes (version Bourmeister).

### Adieux
Ayant atteint les quarante ans, Isabelle Guérin fait ses adieux à l'Opéra de Paris en mai 2001. Elle continue d'avoir une activité de ballerine en tant qu'« artiste invitée » de l'Opéra de Paris. C'est ainsi qu'elle danse Notre-Dame de Paris (Roland Petit) et Le Parc (Angelin Preljocaj) en 2001, Other Dances (Jerome Robbins), L'Arlésienne (Roland Petit) et The Cage (Jerome Robbins) en 2002.
Elle a également été chargée de répétitions en novembre et décembre 2001 pour la reprise de La Bayadère à l'Opéra Bastille.

## Répertoire
1986-2002
- Giselle
- Le Lac des cygnes, version Noureev et Bourmeister
- Apollon musagète (George Balanchine)
- Le Fils prodigue (George Balanchine)
- Le Palais de cristal (George Balanchine)
- Les Quatre Tempéraments (George Balanchine)
- Agon (George Balanchine)
- Thème & Variations (George Balanchine)
- Capriccio (George Balanchine)
- Violin Concerto (George Balanchine)
- Tzigane (George Balanchine)
- Istar (Serge Lifar, musique de Vincent d'Indy)
- Suite en blanc (Serge Lifar)
- Études (Harald Lander)
- Dances at a Gathering (Jerome Robbins) (création)
- In the Night (Jerome Robbins) (création)
- The Concert (Jerome Robbins) (création)
- Other Dances (Jerome Robbins) (création)
- Notre-Dame de Paris (Roland Petit)
- Manfred (Rudolf Noureev)
- Don Quichotte (Rudolf Noureev, musique de Léon Minkus)
- Raymonda (Rudolf Noureev, musique d'Alexandre Glazounov)
- Washington Square (Rudolf Noureev)
- La Belle au bois dormant (Rudolf Noureev, musique de Piotr Ilitch Tchaïkovski)
- Roméo et Juliette (version Rudolf Noureev)
- La Bayadère (version Rudolf Noureev création)
- In the Middle, Somewhat Elevated (William Forsythe);
- Le Chant de la Terre (Kenneth MacMillan)
- Casse-noisette, version John Neumeier
- Fall River Legend (Agnes De Mille)
- L'Histoire de Manon (Kenneth MacMillan sur une musique de Jules Massenet)
- Le Parc (Angelin Preljocaj) (création)

Créations à l'Opéra de Paris
- GV 10 (Karole Armitage)
- Continuo (Antony Tudor)
- Dark Elegies (Antony Tudor)
- Jardin aux lilas (Antony Tudor)
- Before Nightfall (Nils Christe)
- Cendrillon (version Rudolf Noureev)
- Symphonie en trois mouvements (George Balanchine)
- Soon (Daniel Ezralow)
- In the Middle, Somewhat Elevated (William Forsythe)
- Quatre Derniers Leader (Rudi van Dantzig)
- Rules of the Game (Twyla Tharp)
- Simphonietta (Jiří Kylián)
- In the Night (Jerome Robbins)
- Carmen (Roland Petit)
- Push Come to Shove (Twyla Tharp)
- Rhyton of the Saints - Grand pas (Twyla Tharp)
- Dances at a Gathering (Jerome Robbins)
- La Bayadère (version Rudolf Noureev)
- The Concert (Jerome Robbins)
- Le Parc (Angelin Preljocaj)
- The Four Seasons (Jerome Robbins)
- IXe symphonie (Maurice Béjart)
- Ancient Air and Dances (Richard Tanner)
- L'Arlésienne (Roland Petit)
- Casonova (Angelin Preljocaj)
- Other Dances (Jerome Robbins)
- Woundwork I (William Forsythe)
- The Cage (Jerome Robbins)

## Récompenses et distinctions honorifiques
- 1977 : Premier prix du Conservatoire national supérieur de musique et de danse de Paris
- 1984 : Médaille d'argent au Concours international de danse de Paris
- 1988 : Prix Pavlova
- 1993 : Prix Benois de la danse (Moscou)
- 1993 :  Chevalier de l'ordre des Arts et des Lettres
- 1993 :  Chevalier de la Légion d'honneur

## Filmographie
- Cendrillon, avec Sylvie Guillem, Monique Loudières, Charles Jude et les danseurs de l'Opéra de Paris
- La Bayadère, avec Elisabeth Platel, Laurent Hilaire, Wilfried Romoli et les danseurs de l'Opéra de Paris
- Le Parc, avec Laurent Hilaire et les danseurs de l'Opéra de Paris
- Notre-Dame de Paris, avec Nicolas Le Riche, Laurent Hilaire, Manuel Legris et les danseurs de l'Opéra de Paris